# ケネディ空港着陸不能
『ケネディ空港着陸不能』（原題：58 Minutes）は、ウォルター・ウェイジャーによるアクション小説。1990年のアクション映画『ダイ・ハード2』の原作として知られる。また、日本では映画の公開後に『ダイ・ハード2』と改題され、カバーにも映画のスチル写真が配された。

## あらすじ
主人公フランク・マローンはニューヨーク市警察・対テロリスト課の警部である。その日、フランクはニューヨークのケネディ国際空港でのテロ対策状況の評価という任務に付きながら、まもなく到着する一人娘ケイティを待っていた。離婚した妻と共にカリフォルニア州に暮らしている彼女は、久しぶりに父とのクリスマスを過ごしたがっているのだ。
しかし、あるテロリストグループが航空管制機能を乗っ取り、空港の機能を麻痺させた。テロリストは服役中の同志の釈放を求め、要求が達成されない場合は上空で待機中の航空機を墜落させると宣言した。最初の航空機が燃料切れで墜落するまで、わずか58分しか残されていない。しかもその機にはケイティが搭乗していたのである。その日は酷い吹雪で、待機中の航空機は他の空港に退避することもできない。かくして、フランクは58分以内に娘や乗客を救うべく奔走するのだった。